# Tablo
Tablo (hangul: 타블로, Thabullo (Tabeullo), RR: Tablo; születési nevén I Szonung (hangul: 이선웅, RR: Lee Seon-woong) angol nevén Daniel Armand Lee; 1980. július 22. –) dél-koreai rapper, énekes, dalszerző, zenei producer. 2003-ban debütált az Epik High hiphopegyüttes vezéreként. Dolgozott műsorvezetőként az MBC FM4U rádióban, ahol saját műsora volt  Tablo's Dreaming Radio címmel és vezette a KBS televízió Music Bank című műsorát is.

## Élete és pályafutása

### Korai évei
Tablo Szöulban született I Szonung (Lee Seon-woong) néven, családjával sokat költözködtek, laktak például Hongkongban, Kanadában, Indonéziában és Svájcban is. Hatévesen kezdett zongorázni, majd később 10 évig hegedült. Zenei pályafutása 1999-ben kezdődött, amikor Kim Gonmo (Kim Gun-mo) elolvasta az egyik versét és felkérte, írjon neki egy dalszöveget. Tablo a Stanford Egyetemen végzett angol illetve kreatív írás szakon.

### Epik High és a hírnév
2003-ban a Woollim Entertainmenthez került gyakornoknak, majd az Epik High nevű hiphopegyüttesben debütált. Az év októberében jelent meg első lemezük, a Map of the Human Soul, ami nem aratott nagy sikert. Második lemezük, a High Society már jóval népszerűbb lett, harmadik albumuk, a Swan Songs pedig elsöprő sikert aratott. Fly című daluk felkerült a FIFA 07 dallistájára.
2008-ban Tablo Pieces of You címmel tíz novellát tartalmazó kötetet jelentett meg. A történeteket eredetileg angolul írta 1998 és 2001 között, amíg a Stanfordra járt, a könyv azonban koreai fordításban jelent meg és azonnal bestseller lett, egy hét alatt 50 000 példányt adtak el belőle Dél-Koreában.

### 2010–11: A diplomabotrány
2010-ben, nem sokkal azután, hogy az Epik High másik két tagja bevonult katonának, internetes fórumozók egy csoportja azzal vádolta meg Tablót, hogy hazudott a Stanfordon szerzett diplomájával kapcsolatban. A Naver fórumán létrejött a TaJinYo („Követeljük Tablótól az igazságot!”) elnevezésű csoport, amelynek taglétszáma 100 000 fősre duzzadt. Az országban korábban kirobbant diplomabotrányok miatt a fórumozók mindenkit megpróbáltak leellenőrizni, aki azt állította, hogy neves amerikai egyetemen végzett. Tablo korábban több interjúban és televíziós műsorban is kijelentette, hogy három év alatt végezte el az ötéves képzést a Stanfordon. A TaJinYo azonban nem volt hajlandó ezt elhinni, levelekkel zaklatták a Stanfordon ugyanabban az évben és szakon végzetteket és a tanárokat is, követelve az igazságot a rapper múltjáról. Tablót és családját levélben és telefonon is zaklatni kezdték, az énekes bátyja a botrány miatt elvesztette az állását az egyik koreai televízió-csatornánál. A Stanfordon megerősítették, hogy Daniel Lee valóban náluk diplomázott angol szakon, a botrány azonban nem ült el, a rapper és családja továbbra is fenyegető telefonhívásokat kapott. Tablo feljelentést tett a rendőrségen, ahol nyomozni kezdtek az ügyben és felkutatták a TaJinYo csoport Whatbecomes nevű elindítóját, akiről kiderült, hogy egy Chicagóban élő 56 éves koreai férfi. Körözést adtak ki ellene és még további húsz fórumozó ellen becsületsértés vádjával. A rendőrségi nyomozás során Tablo nevét tisztázták, megállapították, hogy valóban a Stanfordon végzett és eredeti a diplomája. Az esetről az MBC csatorna dokumentumfilmet forgatott, amelynek keretében elkísérték a rappert a Stanfordra, ahol tanárai nyilatkoztak róla. A botrány közepette Tablo otthagyta a Woollim Entertainmentet, akik az énekes szerint nem álltak ki mellette a bajban, majd 2011-ben felesége ügynökségéhez, a YG Entertainmenthez szerződött. A Naver a TaJinYo fórumát bezárta, a Whatbecomes és húsz másik tag ellen indított per továbbra sem zárult le.

### 2011–: Szólókarrier, televízió
2011 novemberében a YG Entertainment kiadásában megjelent Tablo szólóalbuma Fever's End címmel. 2013-ban kislányával, Haruval a The Return of Superman című valóságshow résztvevői lettek, ahol híres apák és kisgyermekeik mindennapját követik a kamerák. 2014 és 2016 között saját rádióműsora volt Tablo's Dreaming Radio címmel. 2019. augusztus 8-án saját, angol nyelvű podcastja indult The Tablo Podcast néven.

## Magánélete
Egy bátyja és egy nővére van. 2009-ben vette feleségül Kang Hjedzsong (Kang Hye-jung) színésznőt, akitől 2010. május 2-án kislánya született.

## Diszkográfia
- Fever's End: Part 1 (2011. október 21.)
- Fever's End: Part 2 (2011. november 1.)

### Producerként
- 2004: 이력서 (Irjokszo (Iryeokseo)) (Dynamic Duo)
- 2004: Sky High (Nonstop 4 soundtrack)
- 2005: Campus Love Story  (Cho PD)
- 2006: 내일은 오니까 (Neirun onikka (Naeil-eun onikka)) (Paloalto & The Quiett)
- 2006: 남자라서 웃어요 (Namdzsaraszo uszojo (Namjaraseo us-eoyo)) (Kim Dzsanghun (Kim Jang-hun) feat. Mithra Jin)
- 2006: Never Know (Im Dzsonghi (Lim Jeong-hee))
- 2006: Rain Bow (Infinity Flow)
- 2007: 여자라서 웃어요 (Jodzsaraszo uszojo (Yeojaraseo us-eoyo)) (Sim Szubong (Sim Soo-bong) feat. Mithra Jin)
- 2007: Talk Play Love (Anyband)

## Fordítás
- Ez a szócikk részben vagy egészben  a   Tablo című angol Wikipédia-szócikk ezen változatának fordításán alapul.  Az eredeti cikk szerkesztőit annak laptörténete sorolja fel. Ez a jelzés csupán a megfogalmazás eredetét és a szerzői jogokat jelzi, nem szolgál a cikkben szereplő információk forrásmegjelöléseként.